# کاتلا مارگریت ثورگیرشتوتیر
کاتلا مارگریت ثورگیرشتوتیر (ایسلندی: Katla Margrét Þorgeirsdóttir؛ زادهٔ ۱۹۷۰) بازیگر اهل ایسلند است.
وی دانش‌آموختهٔ دانشگاه هنر ایسلند است.
از فیلم‌ها یا مجموعه‌های تلویزیونی که وی در آن‌ها نقش داشته‌است، می‌توان به به‌دام‌افتاده و گنجشک اشاره نمود.